# جنگ قندوز
جنگ قندوز، از آوریل تا اکتبر ۲۰۱۵ برای کنترل شهر قندوز در شمال افغانستان به وقوع پیوست. جنگجویان طالبان در ۲۸ سپتامبر سال ۲۰۱۵ به‌طور ناگهانی کنترل نقاط بسیاری از این شهر را به دست گرفتند. این نخستین بار از سال ۲۰۰۱ است که طالبان کنترل یک شهر بزرگ را در افغانستان بدست می‌گیرند. دولت افغانستان ادعا کرده‌است که در ۱ اکتبر ۲۰۱۵ کنترل بیشتر قسمت‌های این شهر را به دست گرفته و حدود ۳۰۰ عضو طالبان در این شهر را کشته است.
در پی این حملات، نیروهای آمریکایی در چارچوب عملیات، تعلیمات، کمک، مشورت در تاریخ ۳ اکتبر ۲۰۱۵ به حمله هوایی در این شهر پرداخت که موجب کشته شدن ۱۲ کارمند پزشکان بدون مرز و ۱۰ بیمار گردید. سازمان پزشکان بدون مرز همچنین اعلام کرد که ساختمان آن‌ها چندین بار مورد حمله هوایی قرار گرفت و در وضعیت بدی قرار دارد. این سازمان در بیانیه خود، بمباران بیمارستانش در شهر قندوز افغانستان را «وحشیانه» خوانده و آن را محکوم کرد. باراک اوباما رئیس جمهوری آمریکا اعلام کرد که وزارت دفاع این کشور تحقیقات کاملی را دربارهٔ حادثه حمله به بیمارستان پزشکان بدون مرز در قندوز افغانستان آغاز کرده‌است.

## گاه شمار

نشان دادن پیشروی طالبان در قندوز در نقشه

### حمله اولیه
طالبان حملات خود را در قندوز در ۲۴ آوریل شروع کردند، هدف آنها قرار دادن چهار ولسوالی دور افتاده در اطراف شهر بود.
در تاریخ ۲۸ کنترل منطقه گورتپا را بدست گرفتند، در حالی که در ولسوالی امام صاحب جنگجویان طالبان یک پایگاه اردوی ملی افغانستان و یک پایگاه پلیس محلی افغان را تحت محاصره قرار دادند، مجبور به عقب‌نشینی در چند جبهه شدند. در پاسخ به این حملات، دولت افغانستان چند هزار سرباز ارتش به منطقه اعزام و محمد اشرف غنی رئیس‌جمهور کشور تشکیل جلسه اضطراری با مقامات نظامی نمود.
جت‌های جنگنده ایالات متحده تحت پشتیبانی اقتدار از مأموریت قاطع مستقر شدند، اگر چه آن‌ها به طالبان شلیک نکردند.

### مبارزه پایدار
پس از یک بن‌بست یک هفته‌ای پس از حمله اولیه، حمله نیروهای دولتی در ۷ مه در برابر جنگجویان طالبان آغاز شد، که تا حد زیادی در جنوب قندوز در ولسوالی گل تپه جمع شده بود. در اواخر ماه می، حدود ۳٬۰۰۰ نیروهای افغان در منطقه حضور یافت، که قوای طالبان حدود ۲٬۰۰۰ تخمین شده بود، از جمله شبه نظامیان از دولت اسلامی عراق و شام (داعش) و جنبش اسلامی ازبکستان.
افزایش نیروهای دولتی طالبان را حدود ۱۵ کیلومتر (۹٫۳ مایل) از ولایت قندوز، در نزدیک‌ترین فاصله‌شان که ۲ کیلومتر (۱٫۲ مایل) از شهر پیش از تهاجم عقب راندند.
با ضد حمله طالبان در ماه ژوئن جنگجویان شورشی به ولسوالی چهاردره به رسیدند، چندین مایل فاصله از ولایت قندوز. در ۲۱ ژوئن، یک سخنگوی طالبان گفت:  کنترل کامل از منطقه را دردست گرفته و افسران پلیس محلی را دستگیر کردند. یک سخنگوی نیروی پلیس منطقه قندوز ادعا را رد کرد، گفت: وقتی که جنگ واقعاً در منطقه در جریان است، طالبان تنها حدود نیمی از آن را تحت کنترل دارند و تا به حال هیچ پلیس را دستگیر نکردند.
در طول ماه ژوئیه، طالبان پیشرفت‌های داشتند، گرفتن شهرهای خارج از قندوز و در ولسوالی خان آباد در جنوب شرقی.
به گفته فرمانده یک گروه شبه نظامی محلی متحد با دولت، حدود ۲٬۰۰۰ اعضای شبه نظامیان محلی و نیروهای دولتی مجبور به عقب‌نشینی شده بود، این در حالی بود که دولت افغانستان در ارسال قوا و تدارکات ناکام مانده و همچنین نیروی هوایی آیساف به آن‌ها کمکی نکردند.